# 木里对囊蕨
木里对囊蕨（学名：Deparia wilsonii var. muliensis）也称为木里蛾眉蕨，为蹄盖蕨科对囊蕨属下的一个变种。